# Elek (keresztnév)
Az Elek vitatott eredetű férfinév, a görög Alexiosz (Alex) magyar megfelelője, más vélemény szerint azonban az ismeretlen eredetű régi magyar Velek személynévből származik.

## Képzett és rokon nevek
- Velek:[1] bizonytalan, talán szláv eredetű név.[3]

Alex, Alexander, Sándor

## Gyakorisága
Az 1990-es években az Elek igen ritka, a Velek szórványos név, a 2000-es években nem szerepelnek a 100 leggyakoribb férfinév között.

## Névnapok
Elek:
- február 11.[2]
- február 17.[2]
- július 17.[2]

Velek:
ajánlott névnap
- szeptember 28.[3]

## Híres Elekek
„Elek” utónevű személyek szócikkeinek listája a Wikidata alapján